# 漁夫之利
漁夫之利（ぎょふのり）は、古代中国からの成語。

## 概要
鳥と貝が争っているところに漁師がやってきて、その漁師が両方とも捕まえて利益を得るということ。ここから転じて、争っている者どうしの中に第三者が入ってきて、その第三者が利益を全部持っていってしまうということである。

### 由来
この言葉は『戦国策』に出てくる話が由来である。これによると、紀元前4世紀の戦国時代の中国では趙という国が隣国である燕に攻め込もうとしたときに、ある人が趙の王に、さきほど貝が開いてひなたぼっこをしているときに鳥がやってきて食べてやろうとつついたら、貝は閉じて鳥のくちばしを挟みこんでしまった。そうすれば鳥は逃げられなくなり、貝は開いたならば食べられるというどうにもできない状況になっているときに漁師が通りかかって両方を捕まえてしまったという話をした。このために現在に趙と燕が戦争をしたならば、他の国がこの話での漁師のように得をすることになりますよと話せば、それを聞いた趙の王は燕に攻め込むことをやめた。